# Daniel Juncadella
Daniel Juncadella Perez-Sala (* 7. Mai 1991 in Barcelona) ist ein spanischer Automobilrennfahrer. Er fuhr von 2010 bis 2012 in der Formel-3-Euroserie und gewann in der letzten Saison die Gesamtwertung. 2012 wurde er zudem Meister der europäischen Formel 3. Von 2013 bis 2016 sowie 2018 trat er für Mercedes-Benz in der DTM an, 2019 wechselte er zu Aston Martin.

## Karriere

### Anfänge im Kart- und Formelsport (2004–2009)
Juncadella begann seine Motorsportkarriere 2004 im Kartsport, in dem er bis 2006 aktiv war. 2007 wechselte er in den Formelsport und machte seine ersten Erfahrungen in der Formel Master Junior, in der er auf Anhieb den Vizemeistertitel gewann. Außerdem trat er zu sechs Rennen der deutschen Formel BMW an und wurde 23. in der Gesamtwertung.
2008 wurde Juncadella in das Förderprogramm von Red Bull aufgenommen und bestritt die komplette Saison in der europäischen Formel BMW, die aus der Fusion der deutschen mit der britischen Formel BMW hervorgegangen war, für EuroInternational. Der Spanier gewann zwei Rennen und wurde Vierter in der Gesamtwertung. Außerdem startete er für das Euro Junior Team bei sechs Rennen der amerikanischen Formel BMW, von denen er ein Rennen für sich entschied. Beim Formel-BMW-Weltfinale erreichte er den vierten Platz.
2009 blieb Juncadella bei EuroInternational in der europäischen Formel BMW und gewann ein Rennen. Am Saisonende belegte er hinter seinem Teamkollegen Felipe Nasr, der die Saison dominiert hatte und Meister geworden war, den zweiten Platz in der Gesamtwertung. Obwohl er den Vizemeistertitel gewann, beendete Red Bull die Zusammenarbeit mit ihm.

### Formel-3-Euroserie (2010–2012)

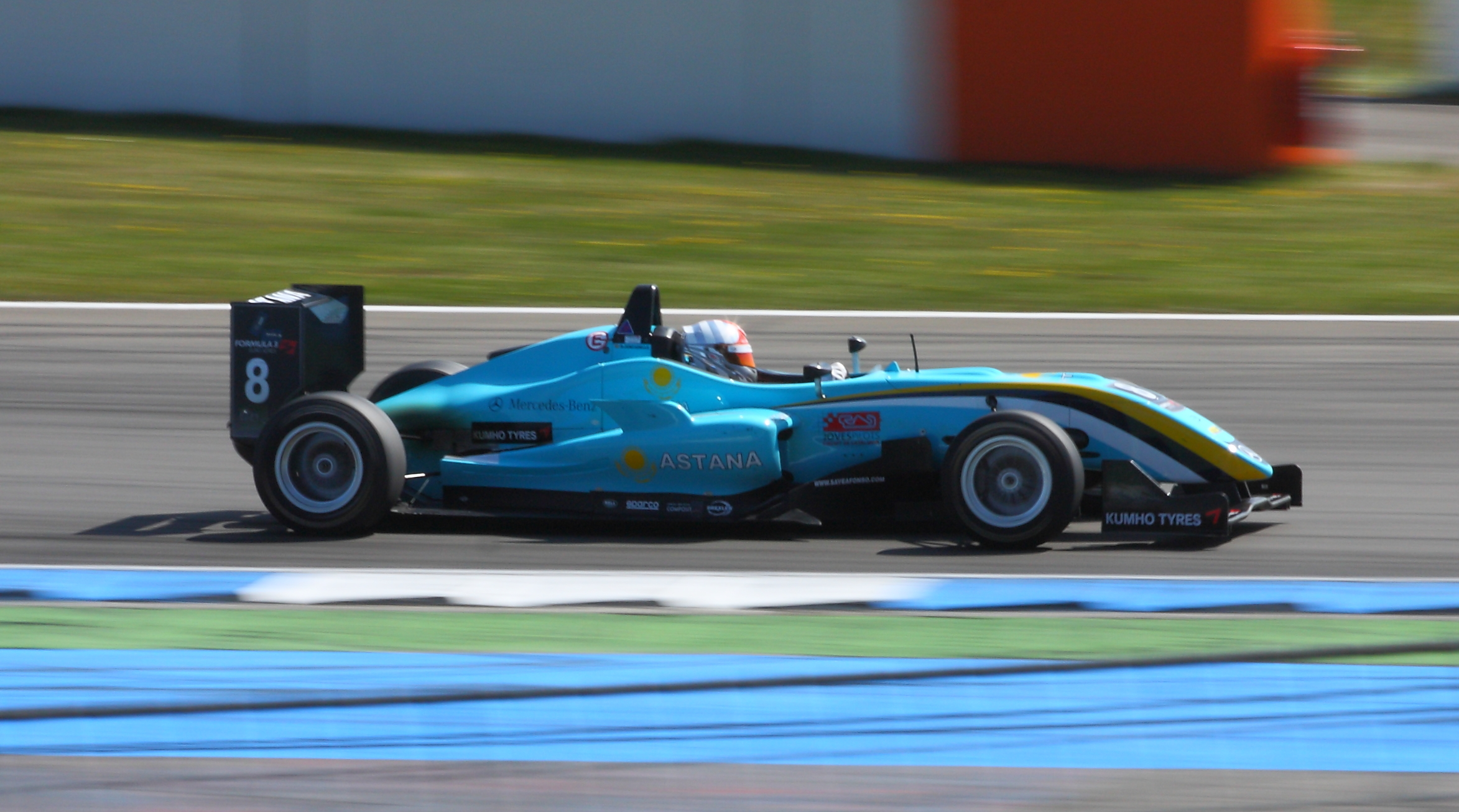
Juncadella bei der Formel-3-Euroserie am Hockenheimring (2010)

2010 startete Juncadella für das Prema Powerteam in der Formel-3-Euroserie. Nachdem er die erste Pole-Position der Saison erzielt hatte, folgte beim Sonntagsrennen auf dem Hockenheimring mit Platz zwei seine erste Podest-Platzierung in der Formel-3-Euroserie. Nach einer schwächeren Phase in der Mitte der Saison, erzielte er zum Ende der Saison regelmäßig Punkte und gewann das Saisonfinale auf dem Hockenheimring. Er belegte den achten Gesamtrang. Außerdem startete er für Tech 1 Racing bei fünf Rennwochenenden der Saison 2010 der neugegründeten GP3-Serie und belegte am Saisonende mit einem zweiten Platz als bestes Resultat den 14. Platz im Gesamtklassement. Darüber hinaus absolvierte er Gaststarts in der britischen Formel-3-Meisterschaft.

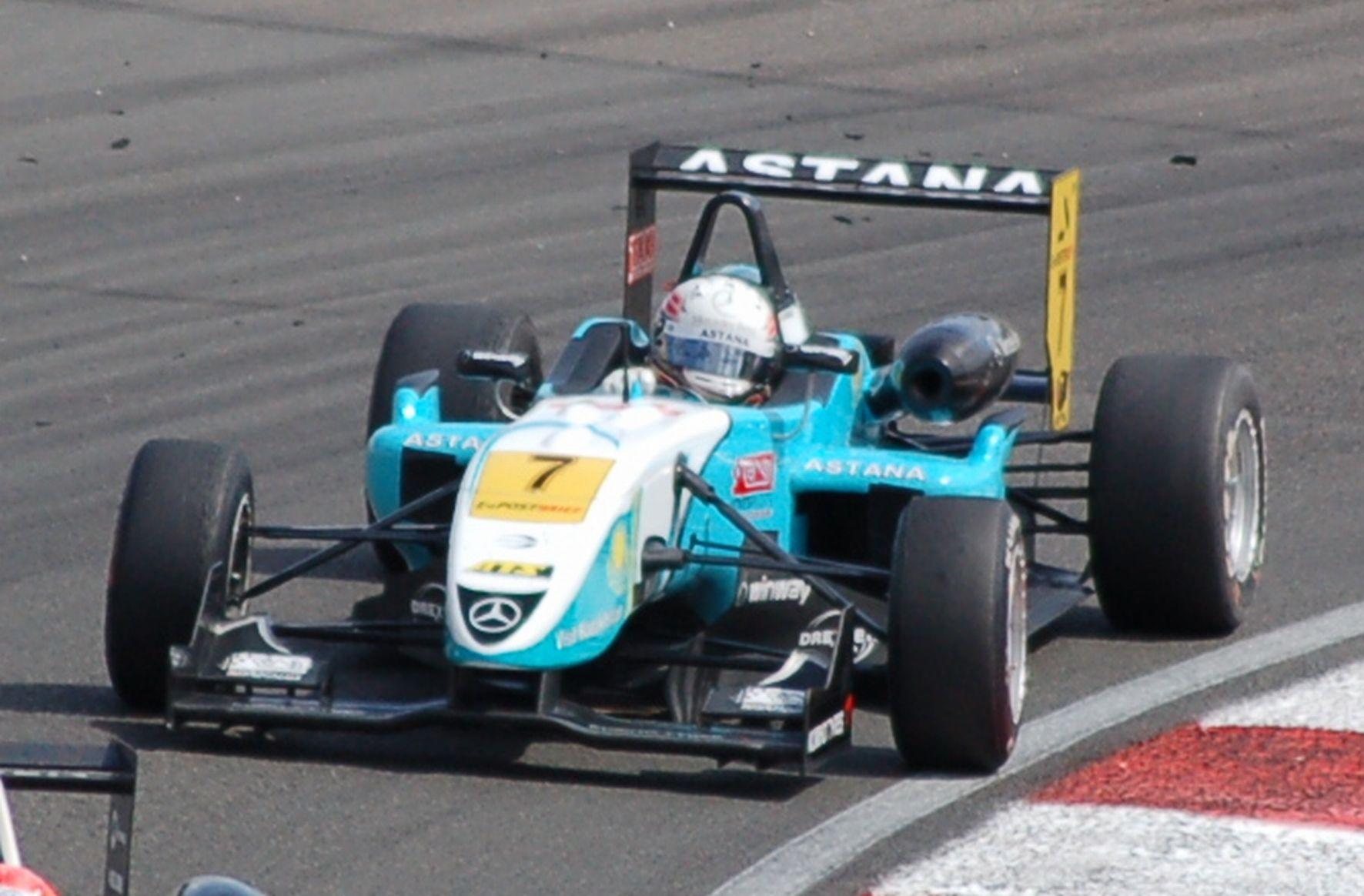
Juncadella in Zandvoort 2011

2011 bestritt Juncadella seine zweite Saison in der Formel-3-Euroserie für das Prema Powerteam als Teamkollege von Roberto Merhi. Mit zwei dritten Plätzen und einem Sieg am ersten Rennwochenende startete er in die Saison. In den nächsten Rennen folgten vier weitere Siege. Während Merhi mit 406 Punkten Meister wurde, beendete Juncadella die Saison mit 280 Punkten als Dritter. Darüber hinaus nahm Juncadella auch an der FIA-Formel-3-Trophäe 2011 teil. Er gewann dabei den Macau Grand Prix und wurde auch in dieser Kategorie Dritter, während Merhi erneut den Titel holte.
2012 startete Juncadella für das Prema Powerteam abermals in der Formel-3-Euroserie. Juncadella gewann fünf Rennen und entschied die Meisterschaft mit insgesamt elf Podest-Platzierungen für sich. Zudem gewann er in dieser Saison die europäische Formel-3-Meisterschaft, zu der einige Rennen der Formel-3-Euroserie zählten. In dieser gewann Juncadella ebenfalls fünf Rennen. Darüber hinaus entschied Juncadella das Formel-3-Masters in Zandvoort für sich.

### DTM (seit 2013)

#### Mücke Motorsport (2013–2015)
2013 startete Juncadella in der DTM in einem Mercedes von Mücke Motorsport. Bei seinem Debütrennen wurde er Zwölfter. Auf dem EuroSpeedway Lausitz erzielte er mit einem sechsten Platz erstmals Punkte. Ein Rennen später auf dem Norisring verbesserte er sich ein weiteres Mal und wurde Vierter. Er beendete die Saison auf dem 16. Gesamtrang und setzte sich damit intern gegen Pascal Wehrlein durch.
2014 blieb Juncadella bei Mücke in der DTM. Mit einem vierten Platz als bestem Ergebnis wurde er 18. in der Fahrerwertung. Darüber hinaus fungierte Juncadella als Ersatzfahrer beim Formel-1-Rennstall Force India. In dieser Funktion nahm er an Freitagstrainings teil.
2015 absolvierte Juncadella für Mücke Motorsport seine dritte DTM-Saison. Als Startnummer wählte er die 12. Mit einem fünften Platz als bestem Resultat erreichte er den 20. Platz im Gesamtklassement. Darüber hinaus fuhr er für Rowe Racing in der Blancpain Endurance Series und wurde dort Siebter in der Pro-Wertung. Ferner kehrte Juncadella 2015 für drei Rennen in den Formelsport zurück. Für Emilio de Villota Motorsport absolvierte er zwei Gaststarts in der Euroformula Open, wobei er Dritter und Vierter wurde. Für Fortec Motorsport trat er zum Macau Grand Prix an. Nach Platz zwei im Qualifying beschädigte er sein Auto beim Qualifikationsrennen so stark, dass er nicht zum Grand Prix starten konnte.

#### HWA (2016–2018)
Zur DTM-Saison 2016 wechselte Juncadella innerhalb der Mercedes-Teams zu HWA. Mit jeweils einem achten und neunten Rang beendete er die Saison auf dem 24. Gesamtrang.
Nachdem er für die Saison 2017 kein Einsatzcockpit mehr in der DTM erhalten hatte, trat er in das Glied des Testfahrers von Mercedes zurück. Darüber hinaus ging Juncadella 2017 in der Blancpain Endurance Series an den Start. Dort trat er gemeinsam mit Felix Serralles und Tristan Vautier, der während der Saison für ein Rennen durch Renger van der Zande vertreten wurde, an. Das Team erreichte einen Saisonsieg und Juncadella wurde punktgleich mit Serralles Sechster der Fahrerwertung.
Zur Saison 2018 kehrte Juncadella in die DTM zurück, wo er erneut für HWA antritt. In Nürnberg erzielte er am Sonntag seine erste Pole-Position und im Rennen als Dritter auch seine erste Podiumsplatzierung in der DTM. In Zandvoort erreichte er am Samstag eine weitere Pole-Position. Anders als am Norisring gelang es ihm dieses Mal, die erste Position zu halten und das Rennen zu gewinnen. Damit wurde er zum insgesamt 37. Fahrer und nach Miguel Molina zum zweiten Spanier, der mindestens ein DTM-Rennen gewann. In Spielberg fuhr er am Samstag zum dritten Mal in dieser Saison auf die Pole-Position, fiel im Rennen jedoch aus den Punkterängen. Die Saison beendete er mit 61 Wertungspunkten als schlechtester Mercedes-Pilot auf dem 15. Gesamtrang.
Nach dem DTM-Ausstieg von Mercedes mit Ende der Saison 2018 wurde Juncadella zur Saison 2018/19 als Test- und Ersatzfahrer von HWA für die FIA-Formel-E-Meisterschaft verpflichtet.

#### R-Motorsport (2019)
Für 2019 erhielt Juncadella ein Einsatzcockpit bei R-Motorsport, wo er eines von vier Fahrzeugen des DTM-Neueinsteigers Aston Martin pilotiert. Mit 23 Punkten belegte er den 14. Rang der Gesamtwertung und wurde somit bester Aston Martin-Pilot.

## Persönliches
Daniel Juncadella stammt aus einer katalanischen Familie. Sein Vater Javier Juncadella, selbst im Rennsport aktiv und als Rallye- und Bergrennfahrer erfolgreich, war eines von fünf Kindern des Textilindustriellen José Maria Juncadella und der bekannten spanischen Schriftstellerin Mercedes Salisachs. Der Bruder seines Vaters, José Juncadella, war ebenfalls Rennfahrer, Gründer der Escuderia Montjuich und in führender Funktion im Familienimperium tätig. Mercedes, die Schwester seines Vaters, heiratete Àlex Soler-Roig, der zu Beginn der 1970er-Jahre in der Formel 1 an den Start ging und somit sein Onkel ist. Ein weiterer Onkel ist Luis Pérez-Sala, verheiratet mit einer Schwester seiner Mutter.
Juncadella spricht Spanisch, Katalanisch, Englisch und Deutsch.

## Statistik

### Karrierestationen
| - 2004–2006: Kartsport - 2007: Formel Master Junior (Platz 2) - 2007: Deutsche Formel BMW (Platz 23) - 2008: Europäische Formel BMW (Platz 4) - 2009: Europäische Formel BMW (Platz 2) - 2010: Formel-3-Euroserie (Platz 8) - 2010: GP3-Serie (Platz 14) | - 2011: Formel-3-Euroserie (Platz 3) - 2011: FIA-Formel-3-Trophäe (Platz 3) - 2012: Formel-3-Euroserie (Meister) - 2012: Europäische Formel 3 (Meister) - 2013: DTM (Platz 16) - 2013: Formel 1 (Testfahrer) - 2014: DTM (Platz 18) - 2014: Formel 1 (Testfahrer) | - 2015: DTM (Platz 20) - 2015: Blancpain Endurance Series, Pro (Platz 7) - 2016: DTM (Platz 24) - 2017: DTM (Testfahrer) - 2017: Blancpain Endurance Series (Platz 6) - 2018: DTM (Platz 15) - 2019: DTM (Platz 14) - 2021: DTM (Platz 9) |

### Einzelergebnisse in der GP3-Serie
| Jahr | Team          | 1   | 2   | 3   | 4   | 5   | 6   | 7   | 8   | 9   | 10  | 11  | 12  | 13  | 14  | 15  | 16  | Punkte | Rang |
| ---- | ------------- | --- | --- | --- | --- | --- | --- | --- | --- | --- | --- | --- | --- | --- | --- | --- | --- | ------ | ---- |
| 2010 | Tech 1 Racing | ESP | ESP | TUR | TUR | ESP | ESP | GBR | GBR | GER | GER | HUN | HUN | BEL | BEL | ITA | ITA | 10     | 14.  |
| 2010 | Tech 1 Racing | 11  | 11  |     |     |     |     | DNF | DNF | 8   | 2   |     |     | 5   | DSQ | 22  | DNF | 10     | 14.  |

### Einzelergebnisse in der Formel-3-Euroserie
| Jahr | Team            | Motor         | 1   | 2   | 3   | 4   | 5   | 6   | 7   | 8   | 9   | 10  | 11  | 12  | 13  | 14  | 15  | 16  | 17  | 18  | 19  | 20  | 21  | 22  | 23  | 24  | 25  | 26  | 27  | Punkte | Rang |
| ---- | --------------- | ------------- | --- | --- | --- | --- | --- | --- | --- | --- | --- | --- | --- | --- | --- | --- | --- | --- | --- | --- | --- | --- | --- | --- | --- | --- | --- | --- | --- | ------ | ---- |
| 2010 | Prema Powerteam | Mercedes-Benz | LEC | LEC | HO1 | HO1 | VAL | VAL | NOR | NOR | NÜR | NÜR | ZAN | ZAN | BRH | BRH | OSC | OSC | HO2 | HO2 |     |     |     |     |     |     |     |     |     | 35     | 8.   |
| 2010 | Prema Powerteam | Mercedes-Benz | 4   | 7   | 8   | 2   | 9   | 9   | 10* | 6   | 12  | 10  | DNF | 9   | 6   | 3   | 4   | 6   | 8   | 1   |     |     |     |     |     |     |     |     |     | 35     | 8.   |
| 2011 | Prema Powerteam | Mercedes-Benz | LEC | LEC | LEC | HO1 | HO1 | HO1 | ZAN | ZAN | ZAN | SPI | SPI | SPI | NOR | NOR | NOR | NÜR | NÜR | NÜR | SIL | SIL | SIL | VAL | VAL | VAL | HO2 | HO2 | HO2 | 280    | 3.   |
| 2011 | Prema Powerteam | Mercedes-Benz | 3   | 3   | 1   | 6   | 1   | 4   | 5   | 7   | 12  | 2   | 6   | 1   | DNF | 3   | 11  | 2   | 4   | 1   | 3   | 2   | 8   | 4   | 3   | 2   | 7   | 6   | 3   | 280    | 3.   |
| 2012 | Prema Powerteam | Mercedes-Benz | HO1 | HO1 | HO1 | BRH | BRH | BRH | SPI | SPI | SPI | NOR | NOR | NOR | NÜR | NÜR | NÜR | ZAN | ZAN | ZAN | VAL | VAL | VAL | HO2 | HO2 | HO2 |     |     |     | 240    | 1.   |
| 2012 | Prema Powerteam | Mercedes-Benz | 1   | DNF | 1   | 2   | 12  | 8   | 7   | 8   | 1   | DSQ | 11  | 2   | 1   | 8   | DSQ | 6   | 2   | 1   | 2   | 7   | 2   | 13* | DNF | 4   |     |     |     | 240    | 1.   |

### Le-Mans-Ergebnisse
| Jahr | Team     | Fahrzeug                     | Teamkollege     | Teamkollege    | Platzierung | Ausfallgrund |
| ---- | -------- | ---------------------------- | --------------- | -------------- | ----------- | ------------ |
| 2024 | TF Sport | Chevrolet Corvette Z06 GT3.R | Hiroshi Koizumi | Sébastien Baud | Rang 38     |              |
| 2025 | TF Sport | Chevrolet Corvette Z06 GT3.R | Jonny Edgar     | Ben Keating    | Rang 39     |              |

### Sebring-Ergebnisse
| Jahr | Team                                        | Fahrzeug                     | Teamkollege    | Teamkollege    | Platzierung | Ausfallgrund |
| ---- | ------------------------------------------- | ---------------------------- | -------------- | -------------- | ----------- | ------------ |
| 2022 | Gilbert Korthoff Motorsports                | Mercedes-AMG GT3 Evo         | Stevan McAleer | Mike Skeen     | Rang 23     |              |
| 2023 | WeatherTech Racing                          | Mercedes-AMG GT3 Evo         | Maro Engel     | Jules Gounon   | Rang 16     |              |
| 2024 | Corvette Racing                             | Chevrolet Corvette Z06 GT3.R | Antonio García | Alexander Sims | Ausfall     | Unfall       |
| 2025 | Corvette Racing by Pratt Miller Motorsports | Chevrolet Corvette Z06 GT3.R | Antonio García | Alexander Sims | Rang 25     |              |

### Einzelergebnisse in der FIA-Langstrecken-Weltmeisterschaft
| Saison | Team     | Rennwagen                    | 1   | 2   | 3   | 4   | 5   | 6   | 7   | 8   |
| ------ | -------- | ---------------------------- | --- | --- | --- | --- | --- | --- | --- | --- |
| 2024   | TF Sport | Chevrolet Corvette Z06 GT3.R | KAT | IMO | SPA | LEM | SAO | AUS | FUJ | BAH |
| 2024   | TF Sport | Chevrolet Corvette Z06 GT3.R | 25  | 25  | 27  | 38  | DNF | 23  | DNF | 17  |
| 2025   | TF Sport | Chevrolet Corvette Z06 GT3.R | KAT | IMO | SPA | LEM | SAO | AUS | FUJ | BAH |
| 2025   | TF Sport | Chevrolet Corvette Z06 GT3.R | 18  | 25  | 27  | 39  | 24  |     |     |     |

### Statistik in der DTM
Diese Statistik umfasst alle Teilnahmen des Fahrers an der DTM.

#### Gesamtübersicht
| Saison | Team             | Hersteller   | Fahrzeug                 | Rennen | Siege | Zweiter | Dritter | Poles | schn. Rennrunden | Punkte | Pos. |
| ------ | ---------------- | ------------ | ------------------------ | ------ | ----- | ------- | ------- | ----- | ---------------- | ------ | ---- |
| 2013   | Mücke Motorsport | Mercedes     | DTM AMG Mercedes C-Coupé | 10     | –     | –       | –       | –     | –                | 21     | 16.  |
| 2014   | Mücke Motorsport | Mercedes     | DTM AMG Mercedes C-Coupé | 10     | –     | –       | –       | –     | –                | 22     | 18.  |
| 2015   | Mücke Motorsport | Mercedes     | Mercedes-AMG C 63 DTM    | 18     | –     | –       | –       | –     | –                | 26     | 20.  |
| 2016   | HWA              | Mercedes     | Mercedes-AMG C 63 DTM    | 18     | –     | –       | –       | –     | 2                | 6      | 24.  |
| 2018   | HWA              | Mercedes     | Mercedes-AMG C 63 DTM    | 20     | 1     | –       | 1       | 3     | 4                | 61     | 15.  |
| 2019   | R-Motorsport     | Aston Martin | Aston Martin Vantage DTM | 18     | –     | –       | –       | –     | –                | 23     | 14.  |
| 2021   | GruppeM Racing   | Mercedes     | Mercedes-AMG GT3         | 16     | –     | 1       | –       | 1     | –                | 77     | 9.   |
| Gesamt | Gesamt           | Gesamt       | Gesamt                   | 110    | 1     | 1       | 1       | 4     | 6                | 236    |      |

#### Einzelergebnisse
| Saison | 1   | 2   | 3   | 4   | 5   | 6   | 7   | 8   | 9   | 10  | 11  | 12  | 13  | 14  | 15  | 16  | 17  | 18  | 19  | 20  |
| ------ | --- | --- | --- | --- | --- | --- | --- | --- | --- | --- | --- | --- | --- | --- | --- | --- | --- | --- | --- | --- |
| 2013   | HO1 | BRH | SPI | LAU | NOR | MOS | NÜR | OSC | ZAN | HO2 |     |     |     |     |     |     |     |     |     |     |
| 2013   | 12  | 20  | 13  | 6   | 4   | 18  | DNF | 17  | 18  | 10  |     |     |     |     |     |     |     |     |     |     |
| 2014   | HO1 | OSC | HUN | NOR | MOS | SPI | NÜR | LAU | ZAN | HO2 |     |     |     |     |     |     |     |     |     |     |
| 2014   | 19  | DNF | 16  | 13  | 15  | 15  | 5   | 4   | 17  | 21* |     |     |     |     |     |     |     |     |     |     |
| 2015   | HO1 | HO1 | LAU | LAU | NOR | NOR | ZAN | ZAN | SPI | SPI | MOS | MOS | OSC | OSC | NÜR | NÜR | HO2 | HO2 |     |     |
| 2015   | DNF | 15  | 10  | 6   | 10  | 8   | 16  | DNF | 11  | 23* | 5   | 13  | 10  | 15  | 17  | 10  | 13  | 13  |     |     |
| 2016   | HO1 | HO1 | SPI | SPI | LAU | LAU | NOR | NOR | ZAN | ZAN | MOS | MOS | NÜR | NÜR | HUN | HUN | HO2 | HO2 |     |     |
| 2016   | DNF | 16* | DNF | 12  | 18  | DNF | 19  | DSQ | 8   | 12  | 24  | 12  | 17  | 9   | 11  | DSQ | 21  | 20* |     |     |
| 2018   | HO1 | HO1 | LAU | LAU | HUN | HUN | NOR | NOR | ZAN | ZAN | BRH | BRH | MIS | MIS | NÜR | NÜR | SPI | SPI | HO2 | HO2 |
| 2018   | 8   | 18  | 14  | 12  | 10  | 11  | 8   | 31  | 16  | 12  | 1   | 9   | 14  | 173 | 15  | 17* | 141 | 11  | 14  | 15  |
| 2019   | HO1 | HO1 | ZOL | ZOL | MIS | MIS | NOR | NOR | ASS | ASS | BRH | BRH | LAU | LAU | NÜR | NÜR | HO2 | HO2 |     |     |
| 2019   | 9   | 16* | DNF | DNF | 13  | 14  | 6   | 10  | DNF | 7   | 10  | 8   | 12  | 12  | 10  | 12  | DNF | DNF |     |     |

| \| Farbe \| Bedeutung \| \| ------------- \| --------------------------------------- \| \| Gold \| Sieger \| \| Silber \| 2. Platz \| \| Bronze \| 3. Platz \| \| Grün \| Platzierung in den Punkten \| \| Blau \| Klassifiziert außerhalb der Punkteränge \| \| Violett \| Rennen nicht beendet (DNF) \| \| Violett \| nicht klassifiziert (NC) \| \| Rot \| nicht qualifiziert (DNQ) \| \| Schwarz \| disqualifiziert (DSQ) \| \| Weiß \| nicht am Start (DNS) \| \| Weiß \| zurückgezogen (WD) \| \| Weiß \| Rennen abgesagt (C) \| \| ohne Farbe \| nicht am Training teilgenommen (DNP) \| \| ohne Farbe \| verletzt oder krank (INJ) \| \| ohne Farbe \| ausgeschlossen (EX) \| \| ohne Farbe \| nicht erschienen (DNA) \| \| fett \| Pole-Position \| \| kursiv \| Schnellste Rennrunde \| \| unterstrichen \| WM-Führung \| \| hochgestellt \| Platzierung im Sprintrennen \| | - Fett – Pole-Position - Kursiv – Schnellste Rennrunde - Unterstrichen – Gesamtführender - * – nicht im Ziel, aufgrund der zurückgelegten Distanz, aber gewertet - 1 – 3 Punkte für schnellste Qualifikationsrunde - 2 – 2 Punkte für zweitschnellste Qualifikationsrunde - 3 – 1 Punkt für drittschnellste Qualifikationsrunde |
| Farbe | Bedeutung |
| Gold | Sieger |
| Silber | 2. Platz |
| Bronze | 3. Platz |
| Grün | Platzierung in den Punkten |
| Blau | Klassifiziert außerhalb der Punkteränge |
| Violett | Rennen nicht beendet (DNF) |
| Violett | nicht klassifiziert (NC) |
| Rot | nicht qualifiziert (DNQ) |
| Schwarz | disqualifiziert (DSQ) |
| Weiß | nicht am Start (DNS) |
| Weiß | zurückgezogen (WD) |
| Weiß | Rennen abgesagt (C) |
| ohne Farbe | nicht am Training teilgenommen (DNP) |
| ohne Farbe | verletzt oder krank (INJ) |
| ohne Farbe | ausgeschlossen (EX) |
| ohne Farbe | nicht erschienen (DNA) |
| fett | Pole-Position |
| kursiv | Schnellste Rennrunde |
| unterstrichen | WM-Führung |
| hochgestellt | Platzierung im Sprintrennen |